# Валізний ядерний пристрій
Валізний ядерний пристрій (також валізна ядерна зброя, валіза бомба, міні-ядерна зброя та кишенькова ядерна зброя) — тактична ядерна зброя, яка достатньо портативна, щоб її можна було доставити у валізі.
Сполучені Штати, і Радянський Союз розробили протягом 1950-х і 1960-х років, ядерну зброю, достатньо малу, щоб її можна було переносити в спеціально розроблених рюкзаках.
Ні Сполучені Штати, ні Радянський Союз ніколи не оприлюднювали існування чи розробки зброї, достатньо малої, щоб поміститися у валізу чи портфель нормального розміру. Однак W48 відповідає критеріям маленького, легко замаскованого та портативного. Його вибухова потужність була надзвичайно мала для ядерної зброї.
У середині 1970-х років дебати перейшли від можливості розробки такого пристрою для військових до занепокоєння щодо його можливого використання в ядерному тероризмі. Ця концепція стала основним елементом жанру шпигунського трилера в епоху холодної війни.

## Етимологія
Термін «валізна (ядерна/атомна) бомба» був введений у 1950-х роках з перспективою ще більше зменшити розмір найменшої тактичної ядерної зброї, хоча й чисто як «фігура мови» для мініатюризації, не обов’язково для доставки в справжні валізи.

## Радянський Союз і Росія
Існування та місцезнаходження радянських валізних ядерних бомб ставали предметом дедалі більшої дискусії після безладу, який настав після розпаду Радянського Союзу. Зокрема, серйозні занепокоєння щодо загальної безпеки нового уряду та контролю над його ядерними запасами постали під питанням 30 травня 1997 року, коли делегація американського Конгресу, направлена до Росії, зустрілася з генералом Олександром Лебедем, колишнім секретарем Ради безпеки Росії. Під час зустрічі Лебідь згадав про ймовірність зникнення кількох переносних ядерних бомб. Зокрема, згідно з розслідуванням, яке Лебєдь проводив під час виконання обов’язків секретаря, було зроблено висновок про зникнення 84 із цих пристроїв. Пізніше цього року Лебідь зробить кілька прес-релізів та телевізійних інтерв’ю з цього приводу.
Серед цих релізів Лебідь в інтерв’ю журналу новин CBS 60 хвилин 7 вересня 1997 року стверджував, що російські військові втратили сліди понад сотні із загалом 250 «ядерних бомб розміром із валізу». Лебідь заявив, що ці пристрої були схожі на валізи, і що він дізнався про їх існування лише кілька років тому. Федеральне агентство з атомної енергії Росії 10 вересня відкинуло заяви Лебедя як безпідставні.
Незважаючи на те, що російський уряд відхилив претензії Лебедя, суспільний інтерес, викликаний телевізійними виступами Лебедя, зрештою спровокував слухання в Конгресі, які відбулися 1-2 жовтня 1997 року і мали на меті обговорити «Ядерний тероризм і контрзаходи». Головною серед цих переговорів була тема російських портативних ядерних бомб у валізах і поширених чуток про поширення цієї зброї в дикій природі.

## Сполучені Штати
The lightest nuclear warhead ever acknowledged to have been manufactured by the U.S. is the W54, which was used in both the Davy Crockett 120 mm recoilless rifle-launched warhead and the backpack-carried version called the Mk-54 SADM (Special Atomic Demolition Munition). The bare warhead package was an 11 на 16 дюймів (280 на 410 мм) cylinder that weighed 51 фунт (23 кг).
Ядерний снаряд W48 становить 155 міліметрів в діаметрі і 846 міліметрів завдовжки і важить 53,5 кілограми. Він являє собою повний, самодостатній фізичний пакет найменшого діаметру, який можна використовувати, і мав потужність 72 тони в тротиловому еквіваленті. Розробник ядерної зброї Тед Тейлор стверджував, що також теоретично можливий снаряда 105 мм в діаметрі з масою 19 кг.
Колишній заступник міністра оборони з питань розвідки Майкл Г. Вікерс стверджував, що він разом з іншими спецпідрозділами Зелених беретів практикувався проникнення в країни Варшавського договору з ядерною зброєю розміром з рюкзак, з місією «підірвати портативну ядерну бомбу». Вони були відомі як команди зеленого світла.
У 1994 році Конгрес Сполучених Штатів прийняв Закон про дозвіл на національну оборону на 1994 фінансовий рік, забороняючи уряду розробляти ядерну зброю потужністю менше 5 кілотонн, тим самим роблячи офіційну розробку цієї зброї в США незаконною. Цей закон було скасовано Законом про дозвіл на національну оборону на 2004 фінансовий рік.

## Ізраїль
У 1990-х роках були висунуті звинувачення, що Ізраїль розробив валізкові ядерні бомби протягом 1970-х років.

## Дивись також
- W48
- W82
- Брудна бомба
- Нейтронна бомба